# BUMP OF CHICKEN 結成20周年記念 Special Live 「20」
『BUMP OF CHICKEN 結成20周年記念 Special Live 「20」』（バンプ・オブ・チキン けっせいにじゅっしゅうねんきねん スペシャルライブ トゥエンティー）は、2016年7月13日にトイズファクトリーよりDVDとBlu-ray Discの2種類で発売されたBUMP OF CHICKENのライブビデオ。

## 概要
2016年2月にバンド結成20周年を記念して地元・千葉の幕張メッセ国際展示場9～11ホールにて開催されたライブを収めた映像作品。本作では、ダブルアンコールで演奏された「DANNY」を除いた全曲が収録されている。
ジャケットは、バンドの過去のライブ写真を表面から裏面まで使用したデザインとなっている。
リリース2週間前の6月29日に、YouTubeの公式チャンネルにて60秒のスポットが公開された。またリリース1週間前の7月6日には、「Hello,world!」のライブ映像が公開された。

## チャート成績
7月12日付オリコンデイリーDVDチャート、BDチャートで1位を獲得。
その後も1位の座を明け渡すことなく7月25日付オリコン週間DVDチャート、BDチャートにてDVD3.5万枚、BD3.9万枚をそれぞれ売り上げ、両部門で1位を獲得した。
また、音楽DVD、BDを合算した「総合ミュージック映像ランキング」でも初動合計7.4万枚を売り上げ、1位を獲得し、3部門で首位を独占した。

## 収録曲
オープニングSEとして、The Whoの「A Quick One, While He's Away」が使用されている。
1. 天体観測
2. R.I.P.
3. バトルクライ
4. ランプ
5. 車輪の唄
6. ひとりごと
7. ナイフ
8. Butterfly
ライブ前日に発売されたアルバム『Butterflies』のリードトラック。バンドの単独ライブでは初演奏となった（2015年12月31日に出演したフェス・COUNTDOWN JAPAN 15/16にてライブ初演奏となった）。
9. ロストマン
10. ベル
本公演でライブ初披露（オリジナルアルバム『jupiter』発売から約14年越し）[1]。
11. 66号線
12. K
13. ダイヤモンド
14. ray
15. ガラスのブルース
16. Hello,world!
アンコール1曲目[1]。「Butterfly」同様、前日に発売されたアルバムからの楽曲となった（ただしこちらはシングル曲である）。本作リリースに先駆け、ライブ映像が2016年7月6日にYouTubeの公式チャンネルにて公開された。
17. BUMP OF CHICKENのテーマ
アンコール2曲目。インディーズ時代の未音源化楽曲である[1]。藤原によると、「『ガラスのブルース』を作ったすぐあとに、バンドのテーマ曲があるといいなと思って」書いた曲であるという[5]。また、ボーナス映像には本曲のミュージック・ビデオが収録されている。

## 初回限定盤
以下の内容が収録される。
- ライブのロゴをあしらった三方背ケース入り仕様となる。
- 56ページのフォトブックレットが装入される。
- 本公演からセレクトしたライブCDが付属される。

### LIVE CD収録曲
1. 天体観測
2. R.I.P.
3. バトルクライ
4. ランプ
5. ひとりごと
6. ナイフ
7. ロストマン
8. ベル
9. ダイヤモンド
10. ray
11. ガラスのブルース
12. BUMP OF CHICKENのテーマ